# Монака (Пенсилванија)
Монака (енгл. Monaca) град је у америчкој савезној држави Пенсилванија.

## Демографија
По попису из 2010. године број становника је 5.737, што је 549 (-8,7%) становника мање него 2000. године.
| Група             | 2000.         | 2010.         |
| Белци             | 6.076 (96,7%) | 5.431 (94,7%) |
| Афроамериканци    | 122 (1,9%)    | 118 (2,1%)    |
| Азијати           | 14 (0,2%)     | 24 (0,4%)     |
| Хиспаноамериканци | 38 (0,6%)     | 69 (1,2%)     |
| Укупно            | 6.286         | 5.737         |